# Desmond Luke

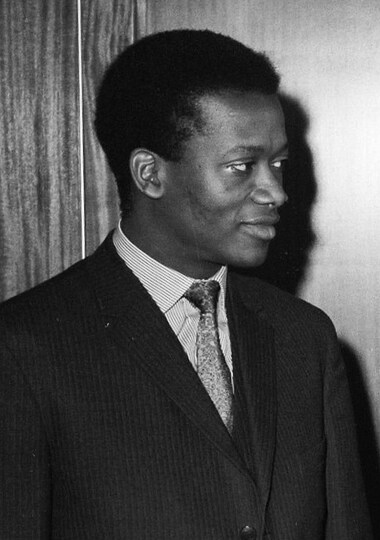
Desmond Edgar Fashole Luke in einer Aufnahme vom Mai 1971

Desmond Edgar Fashole Luke (* 6. Oktober 1935 in Freetown; † 27. Februar 2021 ebenda) war ein sierra-leonischer Diplomat und Politiker. Desmond Luke war der Sohn des ehemaligen (bis 1973) Sprechers des Parlaments von Sierra Leone, Sir Emile Fashole Luke.

## Ausbildung
Ab 1949 besuchte er die Taunton School in West Country King’s College London; von 1954 bis 1957 studierte er Philosophie, Politologie und Wirtschaftswissenschaft am Keble College in Oxford. Im Jahr 1958 forschte er in Oxford zu westafrikanischer mittelalterlicher Geschichte. Von 1959 bis 1961 studierte er Rechtswissenschaft am Magdalene College in Cambridge.

## Werdegang
Von 1962 bis 1969 übte er in Freetown den Beruf des Rechtsanwaltes aus.
1964 führte er als United Nations Nations Human Rights Fellows in Indien Studien für die Vereinten Nationen durch.
Nachdem er am 25. September 1969 Gustav Heinemann sein Beglaubigungsschreiben überreicht hatte, war er erster Botschafter der Republik Sierra Leone in der BRD und mit 34 Jahren jüngster Botschafter in Bonn.
Am 19. März 1971 nahm Georges Pompidou sein Beglaubigungsschreiben entgegen, womit er der erste sierra-leonische Botschafter in Paris war.
Am 11. Mai 1971 wurde er bei der Europäischen Kommission akkreditiert. Er war schließlich auch in den restlichen Mitgliedsstaaten der EWG akkreditiert worden.
Vom 19. Mai 1973 bis 1975 war er sierra-leonischer Außen- und anschließend von 1977 bis 1978 Gesundheitsminister.
Im März 1998 löste Luke, Samuel Beccles-Davies als Chief Justice des Supreme Court ab. 2002 wurde er in den Ruhestand versetzt.